# Kanton Saint-Benoît-du-Sault
Saint-Benoît-du-Sault is een voormalig kanton van het Franse departement Indre. Het kanton maakte deel uit van het arrondissement Le Blanc. Het werd opgeheven bij decreet van 18 februari 2014 met uitwerking op 22 maart 2015.

## Gemeenten
Het kanton Saint-Benoît-du-Sault omvatte de volgende gemeenten:
- Beaulieu
- Bonneuil
- Chaillac
- La Châtre-Langlin
- Chazelet
- Dunet
- Mouhet
- Parnac
- Roussines
- Sacierges-Saint-Martin
- Saint-Benoît-du-Sault (hoofdplaats)
- Saint-Civran
- Saint-Gilles
- Vigoux